# Арбатр
Арбатр — первое независимое объединение художников в СССР в позднее советское время[когда?]. Официально объединение было открыто совместным постановлением Отдела культуры Киевского района КПСС и Научно методического центра народного творчества и культпросветработы Главного управления культуры Московского городского исполнительного комитета 26 декабря 1986 года. 
Появление Арбатра было проявлением стремления к независимому мышлению и самостоятельности общества по отношению к правящему коммунистическому строю в СССР. Это был бунт общества против существующей власти в искусстве. Формально это было продолжением интеллектуального сопротивления существующей власти и союзу художников СССР после Лианозовской группы и Бульдозерной выставки.

## История возникновения
«Арбатр» был задуман на Битцевкой аллее (перекрёсток Севастопольского и Балаклавского проспектов на юго-западе Москвы), где в 1986 году на выходные на окраине Битцевского леса собирались художники, как любители, так и профессионалы. Сергей «Арто» Артамонов опросил художников и предложил создать независимое объединение. Составил список желающих с подписями. Позже, в кафе «Валдай» на встрече комсомольских работников с общественностью потребовал зарегистрировать молодежное объединение художников. В результате хождения по кабинетам было издано совместное постановление Отдела культуры Киевского района КПСС (26 декабря 1986 года) и Научно методического центра народного творчества и культпросветработы Главного управления культуры Московского городского исполнительного комитета (4 января 1987 г.).
Закрытие группы «Арбатр» осуществлялось решением № 5193 от 16 декабря 1987 года Исполнительным комитетом Киевского районного совета народных депутатов г. Москвы. Первоначально в состав группы «Арбатр» входили художники:
1. Абаджян Аветиик Сергееевич
2. Бурьян Олег Юрьевич
3. Наумов Сергей Эдуардович
4. Лысаков Виктор Николаевич
5. Артамонов Сергей Игоревич «Арто»
6. Рытяев Михаил Васильевич

Данные именно их паспортов фигурировали в учредительных документах. Позже, в 1987 году количество членов объединения увеличилось до четырнадцати. Добавились Захаров Александр Витальевич, Кращин Николай Николаевич, Ребров Игорь Вячеславович, Фриндянд Ольга Леонидовна, Ковалевский Олег Дегович, Медведев Андрей Владимирович, Волков Сергей Васильевич, Комиссаров Дмитрий Дмитриевич, Красавин Алексей Николаевич. Наумов С. Э. вышел из группы. Непосредственно перед закрытием объединения количество участников еще выросло, но это уже не имело существенного значения. Последнее количество членов Арбатра, насчитывавшее несколько десятков человек, утеряно вместе с архивом Сергея Арто в Париже.
Киевский исполнительный комитет КПСС предоставил объединению помещение для проведения выставок по адресу Староконюшенный переулок дом 39..
Художники за свой счет провели ремонт и устраивали выставки. Билеты на посещение продавать не разрешили, но выдали разрешение на продажу произведений искусства. Поэтому художники вместо билетов продавали маленькие графические произведения «почеркушки», выполненные в разной технике, от наброска карандашом до этюдов краской. Цены на такой «входной билет» варьировались от 1 до 3 рублей. При официальном валютном курсе того времени 63 копейки за доллар, на черном рынке было соотношение 4 рубля за доллар. Позже художник Лысаков В. Н. рассказывал, что одна из таких почеркушек была продана в галерее LysakovArtCompany в городе Пасифик-Гров за 1500 $ USA.
Также своим постановлением Киевский исполнительный комитет КПСС разрешил пользоваться отдельным банковским счетом, что для СССР того времени было исключительным событием. Объединение было самостоятельным хозрасчетным объединением и от продажи графики содержало детскую изостудию, преподавателей и несколько смотрителей выставочного зала.
За время своего существования группа «Арбатр» провела 19 выставок, которыми отчитываются московские художники спустя даже 30 лет со времени закрытия. Об «Арбатре» выходили сюжеты на телевидении. Первый эфир на телевидении об «Арбатре» состоялся в программе новостей «Время» (первый канал центрального телевидения СССР) 23 марта 1987 года. Кроме программы «Время» появлялись репортажи в программе «Взгляд» и в других передачах, таких как «Народное творчество». Статьи об «Арбатре» публиковались, как в Советской прессе (например, статья «Арбартр» в газете «Московские новости»), так и в зарубежной. Скажем в июне 1987 года вышла статья «Многопосочинят Арбартр» в болгарской газете «Пульс».
После ликвидации «Арбатра» судьбы художников сложились по-разному. Сергей Артамонов «Арто» уехал в Париж. И там скончался 24 июня 2011 г. Проявил себя и как художник и как поэт. Издал несколько сборников стихов и каталогов.
Виктор Лысаков был признан одним из лучших художников Европы, международный проект с участием художников 24 стран. Каталог «Kunst Europa» («The Art of Europe»), Mainz 1991, с. 2.42. В 2001 году в Московском государственном университете, на историческом факультете, кафедра истории отечественного искусства, был защищен диплом «Сказочные и мистические мотивы в живописи Виктора Лысакова», целиком посвященный изучению творчества художника. Позже в 2006 году в США была открыта кампания и галерея имени художника. В 2007 г кампания LysakovArtCompany ink содержала две галереи в двух разных городах Калифорнии.
Александр Захаров работал длительное время в Германии и имел определенное признание. Андрей Медведев тоже участвовал в проекте «Искусство Европы» в 1991 г, представлял СССР, каталог «Kunst Europa» («The Art of Europe»), Mainz 1991, с. 2.46. В настоящее время успешно работает на российском рынке, упоминается в большом количестве публикаций и аукционных продажах. Вопреки мнению советской власти, художники доказали свою состоятельность
Для своего времени «Арбатр» сыграл роль предвестника перемен не только в искусстве, но и в стране в целом.